# Anna Waldhauser
Anna Waldhauser, geb. Michel (* 18. Januar 1860 in Schönlinde; † 12. April 1946 ebenda) war eine deutsch-böhmische Heimatdichterin und Schriftstellerin.

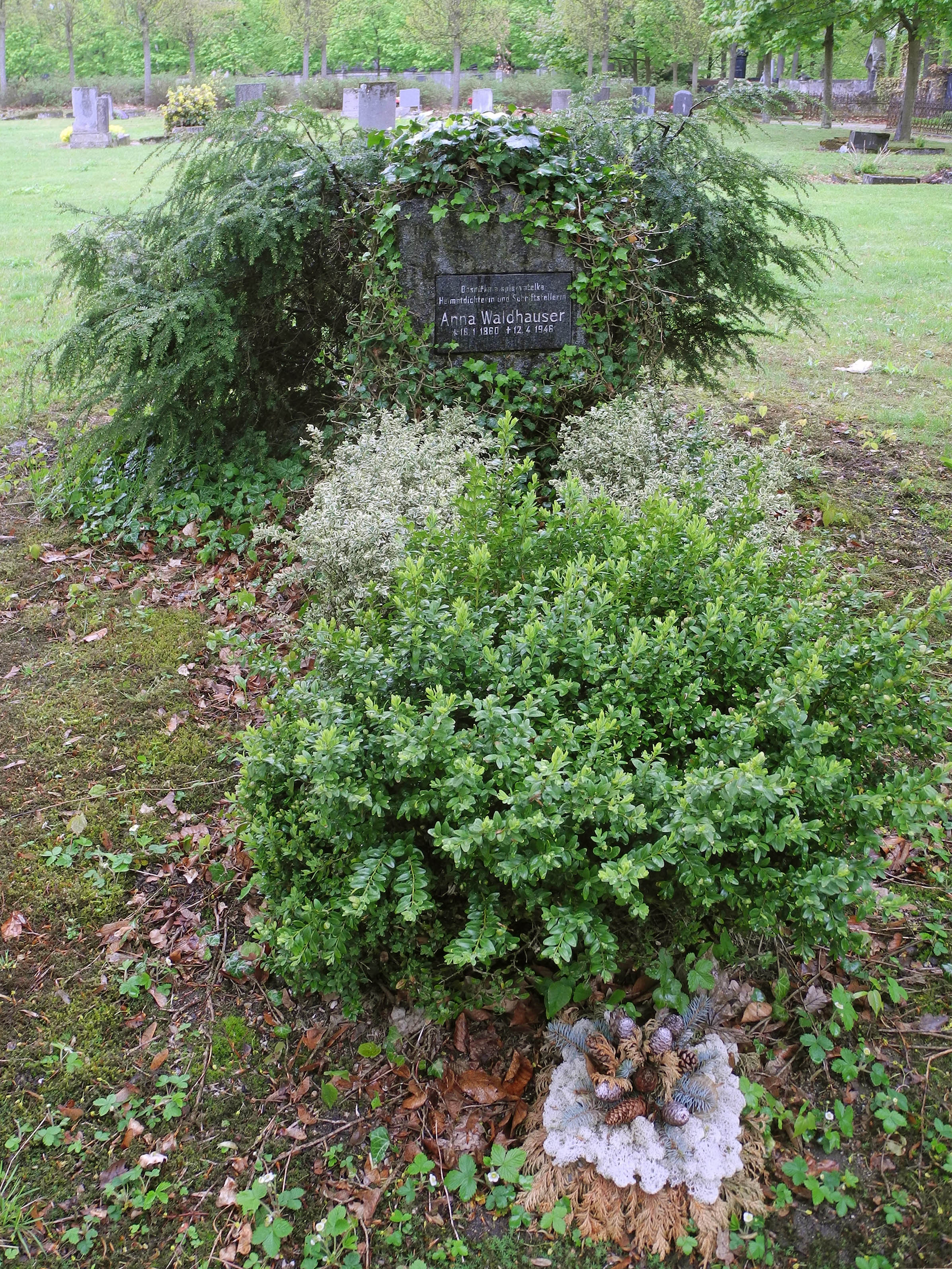
Grab von Anna Waldhauser in Krásná Lípa

Sie war eine Tochter des Schönlinder Unternehmers Eduard Michel (1840–1920). Im Jahr 1878 heiratete sie Alfred Waldhauser aus Schluckenau. Sie trat als prominente Dichterin und Dramatikerin in Erscheinung und schrieb ihre Werke im Schönlinder Dialekt. 
Anna Waldhauser starb im Jahr 1946 und wurde auf dem Friedhof von Krásná Lípa beigesetzt.

## Werke
Sie hat Gedichte, Erzählungen und Theaterstücke verfasst.

### Prosawerke
- Die Waldhauserin – Sammlung von Gedichten, Erzählungen und Theaterspielen in Schönlinder Mundart
- 30 kleine Gedichte in Schönlinder Mundart
- Dos und jeß vo' d'r Waldhauserin
- Ee Odenken o de Waldhauserin
- Enn schinn Gruß vo d'r Waldhauserin
- Liesl und Hiesl im Wunderland

### Theaterstücke
- Zweifelhafte Verwandte
- Gebackenes Huhn
- Drachenfeder
- Schmuggler Himpich